# Alf (mythisch wezen)
Een alf (meervoud alven) is naar oud-Germaanse en oud-Noorse opvatting een geest in lucht, het water of waar dan ook in de natuur.
Een alf (Oudnoors álfar (nominatief enkelvoud: álfr) betekent elf) is in de Noorse mythologie een van de vruchtbare natuurgeesten of natuurkrachten, die al aan het werk waren voor er nog maar goden ontstonden. Zij werken dus mee aan de opbouw, het in stand houden, maar ook de afbraak, van de werelden.
Het waren bijvoorbeeld de alven die zorgden dat het levenssap van Ymir, de allereerste oerreus, bij de schepping werd omgezet tot stromen en zeeën. 
Hoewel het concept in de bekende bronnen van de Edda nergens duidelijk wordt bepaald, komen alven in het algemeen naar voor als mooie vermenselijkte natuurwezens, de verpersoonlijking van vruchtbaarheid.

## Nederland
In de Nederlandse volkskunde kent men het woord 'alf', verwant aan het woord 'elf'. Onderzoekers weten vaak niet wat zij zich bij een alf, althans in het Nederlands taalgebied, moeten voorstellen. In de volksoverlevering wordt de alf dikwijls verward met aardmannetjes of kabouters. In het zuiden van Nederland, met name Limburg, worden kabouters of aardmannetjes wel 'alvermannekes' of 'auvermannetjes' genoemd. Deze zijn verwant aan meer onstoffelijke wezens als alven en elfen.
Vroeger werd gedacht dat een alf een geest in de lucht was, in het water, of waar dan ook in de natuur. Er waren lichtalven (elfen) en donkeralven. In de 14e eeuw schrijft ene 'broeder Geraert' in zijn werk 'Natuurkunde' dat alven duivelse wezens zijn: 'Duvele die sijn in die lucht, Coubouten, alven, nickers, maren. Jacob van Maerlant noemt het bedrog van alven 'elfsgedroch' als synoniem voor tovenarij.

## Etymologie
Het woord álf (meervoud álfar) komt van dezelfde Proto-Indo-Europese wortel als waarvan het Latijnse woord albus (wit) van afgeleid is. Meestal wordt aangenomen dat het daarbij om een woord uit een voor-Indo-Europese substraattaal gaat.
Deze oorspronkelijke betekenis is onder meer karakteristiek voor de alven in de Noordse mythologie, die hun lichtverwantschap behielden als hun goddelijke status.
Alf is etymologisch verwant met het uit het Engels ontleende elf, maar heeft in tegenstelling tot elf de negatieve betekenis bewaard die in de Middeleeuwen aan deze wezens werd gegeven. De christelijke kerk zag ze namelijk als demonen.

## Dualisme licht en donker
De IJslandse mythograaf en historicus Snorri Sturluson maakt eveneens gewag van twee categorieën alven:
- Lichtelfen (Oudnoors Ljòsálfar): Deze zijn helderder dan de zon, mooi om te zien. Ze wonen in Ljossalfheimr
- Donkerelfen (Oudnoors Dökkálfar) of Svartálfar: De donkere alven zijn zwarter dan pek. Ze komen overeen met dwergen en trollen. Hun verblijf Svartálfheim ligt in de onderwereld, en komt overeen met Nidavellir.

Het is kenmerkend voor de tijd waarin Snorri leefde dat dit onderscheid werd gemaakt. Ook de associatie met 'goed en kwaad' was toen niet meer ver weg, vergelijkbaar met het onderscheid tussen engelen en demonen uit de christenheid, Devas en Asuras uit het hindoeïsme, Seelie en Unseelie hoven van de Sidhe in de Keltische mythologie. 
Vanwege hun lichtschuwheid worden donkere alven soms gedemoniseerd, alhoewel hun krachten in het duister aan het werk zijn, zoals uiteindelijk blijkt bij de Ragnarok waar zij zowel de lichtelfen als de Asen bijstaan. Ook hebben een aantal onder hen grote kunstwerken gecreëerd, zoals de Zonen van Ivaldi.

## Identiteit en verblijf
Sommige auteurs speculeren dat Vanir en alven tot een eerdere Noordse Bronstijd religie in Scandinavië behoren en nadien werden vervangen door de Æsir (of Asen) als belangrijkste goden. Anderen zoals Georges Dumézil menen dat de Vanir (of Wanen) de goden van de gewone Noordse mensen waren en de Asen die van de priester- en krijgersstanden. 
Vaak worden de alven in een adem genoemd met de Asen en worden ze met de goden geïdentificeerd.
In de Alvíssmál worden alven in ieder geval als onderscheiden van Wanen en van Asen beschouwd. Het kunnen 'de mindere goden' zijn geweest. Hun rijk Alfheim werd als tandgift aan de Wanengod Freyr, zelf de vruchtbaarheidsgod bij uitstek, toegewezen en veel van de 'helpers' van deze god waren waarschijnlijk alven (zoals Byggvir en Beyla, die hem als heer van de elfen toebehoorden) aangezien ze niet bij de goden werden gerekend. Twee andere dienaars van Freyr waren Fimafeng (later vermoord door Loki) en Eldir.

## Oude status
Alven zijn alleszins sterk verbonden met de cultus van de vroege voorouders. De latere folklore laat verstaan dat het geloof in elfen heel algemeen verbreid was bij de Germaanse stammen, en niet enkel beperkt tot de oude Scandinavische.
In het algemeen kende men ook magische psychische krachten toe aan deze wezens. Zij zouden mensen rechtstreeks beïnvloeden en deels betoveren. Bepaalde dromen en vooral nachtmerries zouden van hen afkomstig zijn.
Men kan er over redetwisten in hoeverre de alven het Germaans equivalent zijn van de nymfen of sirenen in de Griekse en Romeinse mythologie, of van de vili en roesalki in de Slavische mythologie.